# نیکولای خاریتونوف
نیکولای میخائیلویچ خاریتونوف (به روسی :Николай Михайлович Харитонов) یک سیاست مدار روسی از منطقه نووسیبیرسک است. او یکی از اعضای برجسته حزب ارضی روسیه است، و یک عضو دومای دولتی، پارلمان روسیه است. در سال ۲۰۰۴ وی برای انتخابات ریاست جمهوری نامزدی پست رئیس‌جمهور روسیه شد. نامزدی وی توسط حزب کمونیست فدراسیون روسیه (CPRF) پشتیبانی شد. او با کسب ۱۳٫۷ درصد آرا دوم شد،
وی دارای چهار دختر است.

## کارزار ریاست جمهوری
خاریتونوف نامزد حزب کمونیست در انتخابات ریاست جمهوری روسیه در سال ۲۰۰۴ بود. روس‌ها تا حد زیادی نسبت به کاندیداتوری وی بی‌تفاوت بودند یا از آن بی اطلاع بودند. شعار انتخاباتی وی «برای سرزمین بومی و اراده مردمی» بود. او مرتباً از فضائل لنینیسم صحبت می‌کرد. خاریتونوف همچنین مرتباً اظهارات ضدیهودی می‌کرد. خاریتونوف پیشنهاد کرد مجسمه بنیانگذار پلیس مخفی شوروی، فلیکس دژرژینسکی، که قبلاً جلوی ساختمان لوبیانکا ایستاده بود، تا زمانی که در سال ۱۹۹۱ پایین کشیده شود، دوباره احداث شود.